# Teresa Żebrowska
Teresa Żebrowska (ur. 10 października 1934 w Cieciórkach, zm. 29 lipca 2016) – polska profesor nauk rolniczych w zakresie zootechniki i fizjologii żywienia zwierząt, członek rzeczywisty Polskiej Akademii Nauk, doktor honoris causa Akademii Rolniczej w Szczecinie

## Życiorys
W 1959 ukończyła studia w Szkole Głównej Gospodarstwa Wiejskiego w Warszawie, następnie pracowała w Wyższej Szkole Rolniczej w Olsztynie, gdzie prowadziła badania pod kierunkiem Józefa Dubiskiego. W 1963 obroniła pracę doktorską i przeniosła się do Instytutu Fizjologii i Żywienia Zwierząt PAN w Jabłonnie, gdzie pracowała pod kierunkiem Jana Kielanowskiego. W latach 1990–1999 była dyrektorem Instytutu, wcześniej, w latach 1987-1990, kierowała Zakładem Fizjologii i Żywienia Zwierząt. W 1976 habilitowała się w SGGW, w 1986 otrzymała tytuł profesora nauk rolniczych.
W swoich badaniach zajmowała się trawieniem białek i wchłanianiem aminokwasów w poszczególnych częściach przewodu pokarmowego zwierząt.
Od 1994 była członkiem korespondentem, od 2007 członkiem rzeczywistym Polskiej Akademii Nauk.
Była odznaczona Krzyżem Kawalerskim i w 2005 Krzyżem Oficerskim Orderu Odrodzenia Polski. W 2004 otrzymała tytuł doktora honoris causa Akademii Rolniczej w Szczecinie, laudację wygłosił promotor profesor Krum Petkov.
Została pochowana w rodzinnym grobowcu w Płońsku.